# Синтия Клитбо
Синтия Клитбо (на испански: Cynthia Klitbo) е мексиканска актриса.

## Биография
Синтия Клитбо е родена на 11 март 1967 г. в мексиканския щат Сакатекас, баща ѝ е датчанин, а майка ѝ – мексиканка. Ролите ѝ са признати от критиците в Мексико и през 2009 г. е обявена за една от най-представителните актриси от списание „TVyNovelas“.
Първата роля, която получава, е в средата на 80-те години в теленовелата Да живееш по малко, продуцирана от Валентин Пимщейн и режисирана от Рафаел Банкелс, Педро Дамян и Беатрис Шеридан. Следващите роли на Синтия са в мелодрамите Любов в мълчание, Cómo duele callar, Моята втора майка и Аз купувам тази жена.
През 1991 г. актрисата става популярна, изпълнявайки персонажа София Гастелум Фернандес, която ѝ е първата отрицателна роля, в теленовелата Окови от огорчение, продуцирана от Карлос Сотомайор, където си партнира с Диана Брачо, Даниела Кастро и Делия Касанова.
През 1995 г. Клитбо получава първата си главна отрицателна роля в теленовелата Господарката, продуцирана от Флоринда Меса Гарсия и режисирана от Роберто Гомес Фернандес. Вниманието на общестевността е привлечено от блестящото ѝ изпълнение на героинята Лаура Кастро, извратена и обсебваща жена, стемяща се на всяка цена да попречи на щастието на братовчедка си Рехина, ролята е изпълнена от Анхелика Ривера. В същата теленовела Клитбо и Ривера си партнират с Франсиско Гаторно.
Следващата си отрицателна роля получава през 1998 г. в теленовелата Право на любов, продуцирана от Карла Естрада и режисирана от Мигел Корсега и Моника Мигел, където си партнира с Елена Рохо, Адела Нориега и Рене Стриклер.
През 2000 г. получава първата си главна положителна рола в теленовелата Къщата на плажа, продуцирана от Юри Бреня и Пинки Морис, и режисирана от Енрике Гомес и Моника Мигел, където си партнира със Серхио Гойри, Марга Лопес и Игнасио Лопес Тарсо. През годините Синтия Клитбо изпълнява множество отрицателни роли.
През 2014 г. отново получава отрицателна роля в теленовелата Сянката на миналото, продуцирана от Мапат Лопес де Сатарайн и режисирана от Маурисио Родригес и Хосе Елиас Морено, където в началните надписи Синтия е представена като първа актриса. В тази продукция тя изпълнява комичен и хумористичен злодей, и си партнира с Мишел Рено, Пабло Лиле, Алехандра Барос, Сусана Гонсалес и Алексис Аяла.

## Филмография

### Теленовели
- Монтеверде (2025) – Глория Домингес
- Горчива любов (2024 – 2025) – Беатрис Сан Хосе
- Историята на Хуана (2024) – Хосефина Соса
- Мините на страстта (2023) – Сайра Перес
- Игра на лъжи (2023) – Рената дел Рио
- Ничия жена (2022) – Исаура
- Дракона: Завръщането на воина (2019) – Дора Пердомо де Гарса
- Дъщери на Луната (2018) – Леонора де Оропеса
- Дойде любовта (2016 – 2017) – Марта Естрада вдовица де Муньос
- Сянката на миналото (2014 – 2015) – Пруденсия Нава де Сапата
- Че те обичам, обичам те (2013 – 2014) – Кармен Гарсия Пабуена
- Cachito de cielo (2012) – Адела Силва де Саласар
- Заради нея съм Ева (2012) – Любовница на Хуан Карлос
- Тереса (2010 – 2011) – Хуана Годой
- Atrévete a soñar (2009 – 2010) – Бианка Пеня Риси
- Дума на жена (2007 – 2008) – Делия Ибара
- Перегрина (2005 – 2006) – Абигайл Осорио
- Булчински воал (2003) – Ракел Виясеньор Дел Морал
- Моята съдба си ти (2000) – Амара Трухийо
- Къщата на плажа (2000) – Паулина Виляреал вдовица де Рохо
- Право на любов (1998 – 1999) – Тамара Де ла Колина
- Alguna vez tendremos alas (1997) – Росаура Онтиверос
- Господарката (1995) – Лаура Кастро Виляреал
- Мечта за любов (1993) – Ана Луиса Монтенегро
- Откраднат живот (1991) – Летисия Авелар / Вероника Алмейда
- Окови от огорчение (1991) – София Гастелум Фернандес
- Моя малка Соледад (1990)
- Аз купувам тази жена (1990) – Ефихения
- Моята втора майка (1989) – Летисия Платас
- Любов в мълчание (1988) – Аурора
- Cómo duele callar (1987) – Кристина Сиснерос
- Да живееш по малко (1985)

### Сериали
- Mujeres asesinas (2010) – Лус Мерседес де Манхарес
- Locas de amor (2009) – Д-р Аяла
- Розата на Гуадалупе (2009) – Елиса
- S.O.S.: sexo y otros secretos (2007) – Лаура
- La hora pico (2004)
- ¿Qué nos pasa? (1998)
- Mujer, casos de la vida real (1996)
- Videoteatros (1993)

### Кино
- Las victorias de Mamá (2008) – Себе си
- Desnudos (2004) – Берта
- Ladies' Night (2003)
- La paloma de Marsella (1999)
- El amor de tu vida S.A. (1996) – Еухения
- Morena (1995) – María
- Asalto (1991) – Elena
- Ellos trajeron la violencia (1990)

### Театър
- Rosa de dos aromas (2016).[2]
- Caricias perversas barroco (2015) [3]
- Confesiones de una telefonista erótica (2014)[4]
- La piel en llamas (2011)[5]
- ¿Por qué los hombres aman a las cabronas? (2008)[6]
- Rosa de dos aromas (2000) [7]

## Награди и номинации
Награди TVyNovelas
| Година | Категория                            | Теленовела                | Резултат   |
| ------ | ------------------------------------ | ------------------------- | ---------- |
| 2019   | Най-добра първа актриса              | Дъщери на Луната          | Номинирана |
| 2017   | Най-добра първа актриса              | Дойде любовта             | Номинирана |
| 2016   | Най-добра първа актриса              | Сянката на миналото       | Номинирана |
| 2014   | Най-добра актриса в поддържаща роля  | Че те обичам, обичам те   | Печели     |
| 2014   | Най-добра първа актриса              | Че те обичам, обичам те   | Номинирана |
| 2010   | Най-добра актриса в отрицателна роля | Atrévete a soñar          | Номинирана |
| 2009   | Най-добра актриса в отрицателна роля | Дума на жена              | Номинирана |
| 2006   | Най-добра актриса в отрицателна роля | Перегрина                 | Номинирана |
| 2004   | Най-добра актриса в отрицателна роля | Булчински воал            | Номинирана |
| 1999   | Най-добра актриса в отрицателна роля | Право на любов            | Печели     |
| 1998   | Най-добра актриса в отрицателна роля | Alguna vez tendremos alas | Номинирана |
| 1996   | Най-добра актриса в отрицателна роля | Господарката              | Номинирана |
| 1992   | Най-добра актриса в отрицателна роля | Окови от огорчение        | Печели     |
| 1988   | Най-добро женско откритие            | Cómo duele callar         | Номинирана |

Награди ACE (Ню Йорк)
| Година | Категория                           | Теленовела                | Резултат |
| ------ | ----------------------------------- | ------------------------- | -------- |
| 1996   | Най-добра актриса в поддържаща роля | Господарката              | Печели   |
| 1998   | Най-добра телевизионна актриса      | Alguna vez tendremos alas | Печели   |